# ガニュメデスの略奪 (コレッジョ)
『ガニュメデスの略奪』（伊: Ratto di Ganimede, 英: Ganymede Abducted by the Eagle）は、ルネサンス期のイタリア、パルマ地方を中心に活躍した画家コレッジョが1531年から1532年に制作した絵画である。油彩。主題はオウィディウスの『変身物語』10巻で語られているゼウス（ローマ神話のユピテル）とガニュメデスの物語から取られている。マントヴァ候フェデリコ2世・ゴンザーガの注文によって制作された、ユピテルの愛の物語をテーマとする神話画連作の1つで、もともとはテ離宮 の《オウィディウスの間》を飾ることが目的だったと考えられている。現在は対作品『ユピテルとイオ』（Giove e Io）とともに、ウィーンの美術史美術館に所蔵されている。またプラド美術館にエウヘニオ・カシェスによって制作された高品質の複製が所蔵されている。

## 主題
『変身物語』によると、ゼウスはトロイア王家に生まれた美少年ガニュメデスに恋い焦がれ、自分の聖鳥であり雷霆の運び手である鷲の姿に変身してガニュメデスを誘拐した。それ以降、ゼウスはヘラの嫉妬をよそに、自分の酒の相手をガニュメデスにさせているという。このエピソードついて言及した最古の文献『イリアス』や『ホメロス風讃歌』の「アプロディテ讃歌」は、ゼウスが絶世の美しさゆえにガニュメデスを連れ去って灼をさせたとしており、父であるトロス王は行方の知れない息子を思って悲嘆に暮れたが、代償として神々の馬を授けられたと歌っている。この物語は、古典期以降のギリシアでは少年愛の性格を帯びた神話と考えられていた。

## 制作経緯
本作品は『レダと白鳥』（Leda e il cigno）、『ダナエ』（Danae）、『ユピテルとイオ』とともに、ユピテルの愛にまつわる4点の神話画連作を構成している。フェデリコ2世・ゴンザーガはマントヴァ郊外に建設したテ離宮の《オウィディウスの間》を飾るために連作を発注したが、特に『ユピテルとイオ』と『ガニュメデスの略奪』が縦長の対作品として発注されたのは《オウィディウスの間》の窓の両側に設置するためと推定されている。ただしジョルジョ・ヴァザーリはこれらの絵画をカール5世に贈るために描かせたと述べている。この連作の後、コレッジョはイザベラ・デステの書斎を飾る最後の作品として対となる寓意画『美徳の寓意』（Allegoria della Virtù）と『悪徳の寓意』（Allegoria del Vizio）を受注している。

## 作品

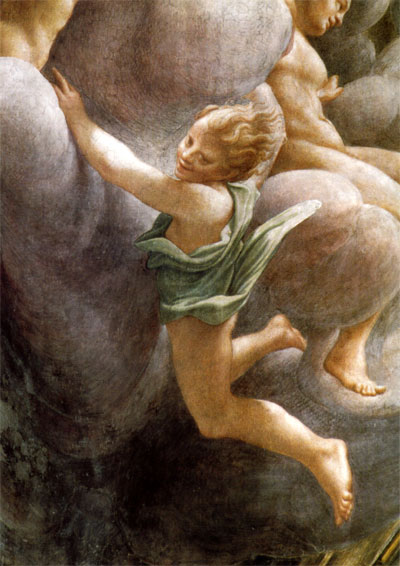
ガニュメデスの図像にはパルマ大聖堂天井画のウベルティの聖ベルナルドゥスの下に描かれた少年が流用されている。

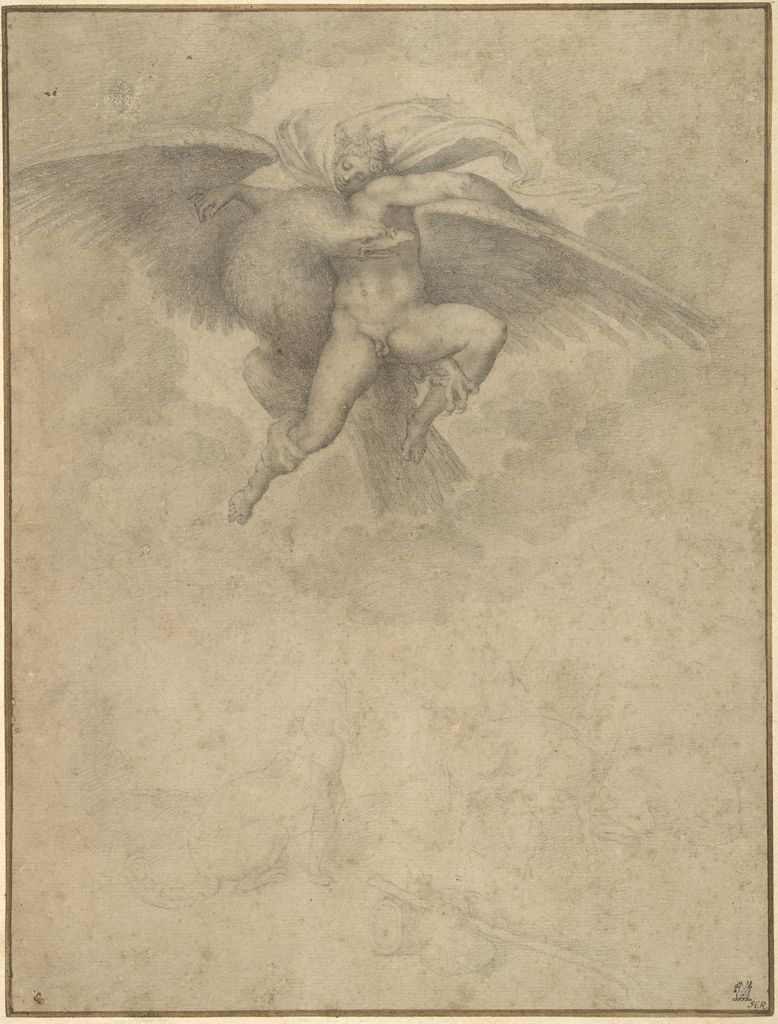
ミケランジェロ・ブオナローティの『ガニュメデスの略奪』（1533年頃）の素描。絵画は所在不明。

コレッジョは大きな鷲に変身したゼウスが美しい少年ガニュメデスを連れ去ろうとする場面を描いている。ゼウスの両脚はガニュメデスの衣服を掴み、両翼を広げて天高く舞い上がろうとしている。ガニュメデスはまだあどけなさの残る少年として描かれ、地上に落下しまいと鷲の翼にしがみついている。ゼウスとともに飛翔する彼の足は大地から離れ、地上ではガニュメデスの牧羊犬が主人を追いかけようとして跳び上がっている。あるいは吠えている。コレッジョはガニュメデスの誘拐が起きた場所を平野ではなく山などの高所に設定しており、眼下には遠方まで広がる山々が見える。
中世の道徳化された『変身物語』によると、ガニュメデスは福音記者ヨハネの予型であり、鷲はキリストを指すとされた。ルネサンス期の人文主義者はこの主題を新プラトン主義的な理想に基づいて、神の高みへと上昇する人間の魂の忘我状態の寓意と解釈した。吠える犬のモチーフは古典的な知識に由来する。すでに前4世紀の彫刻家レオカレスは空に向かって吠える犬を含むガニュメデスの彫刻を制作しており、ローマ時代の詩人ウェルギリウスやスタティウスは、ゼウスがガニュメデスをさらったとき、犬たちが空に向かって吠えたと歌っている。オウィディウスは犬の存在について言及していないが、道徳化された『変身物語』では言及がある。象徴的な意味においては犬は忠実、忠誠を表すが、その一方で地上の欲望や官能の象徴として魂の崇高さを表すガニュメデスと対置の関係にあり、天に移行するガニュメデスを強調している。
両作品は様々な点から対として構想されたことが指摘されている。たとえばガニュメデスの輪郭の鮮明さと明確さは、『ユピテルとイオ』の雲の中でぼやけて見えるユピテルと対照的であり、同様に誘拐の悲しみを描いたガニュメデスは、逢瀬の喜びを描いたイオと対照的である。『ガニュメデスの略奪』においてコレッジョの独創性が最も発揮されている点は、目撃者である犬の視点から誘拐を描いている点にあり、コレッジョは犬に背を向けさせることで、鑑賞者が事件の目撃者としての犬の視点と自身とを重ね合わせることを可能としている。また構図においては上下の垂直性が強調されている。これらの効果によって、鑑賞者は犬と同じ場所から、犬と同じように画面上方を仰ぎ見ることで、岩山、背景の山々、誘拐されるガニュメデスの視線へと導かれる。このように下から上に昇っていく構図は、上から下へと降りていくイオと対照的である。
なお、画家はガニュメデスをパルマ大聖堂天井画『聖母被昇天』（Assunzione della Vergine）で用いた少年の図像を再利用して描いている。この少年は大聖堂のクーポラを支えるペンナッキの1つに描かれたウベルティの聖ベルナルドゥスの下方に描かれている。

## 来歴
本作品を含む連作4作品は制作直後の1532年に、フェデリコ2世・ゴンザーガから神聖ローマ皇帝カール5世に贈呈され、スペインに移った。1853年にはフェリペ2世の秘書を務め、後に大罪人となったアントニオ・ペレスが所有した。1605年、神聖ローマ皇帝ルドルフ2世は同じくアントニオ・ペレスが所有していたパルミジャニーノの『弓を作るキューピッド』（Cupido che fabbrica l'arco）とともに本作品を取得したが、それに先立ってフェリペ3世はエウヘニオ・カシェスに連作の複製を命じており、プラド美術館に『レダと白鳥』と『ガニュメデスの略奪』の質の高い複製が残されている。その後、1621年以前にはウィーンのハプスブルク家のコレクションに加わり、1702年にベルヴェデーレ宮殿上宮のインベントリに記録された。

## 余談
1648年のプラハの戦いでスウェーデン軍が略奪した絵画の中に本作品は含まれなかったので、後にスウェーデンから優れた絵画約50点を持ち出した女王クリスティーナのインベントリに本作品の名前を見ることは出来ない。しかしクリスティーナは別の画家が描いたガニュメデスの絵画を加えることで、コレッジョの連作を完成させようとした。このときクリスティーナが選択した絵画はミケランジェロ・ブオナローティが描いた『ガニュメデスの略奪』であった。ミケランジェロはガニュメデスを青年の姿で描いており、クリスティーナは主題の同性愛的性格がより強調された作品を選択している。

## ギャラリー

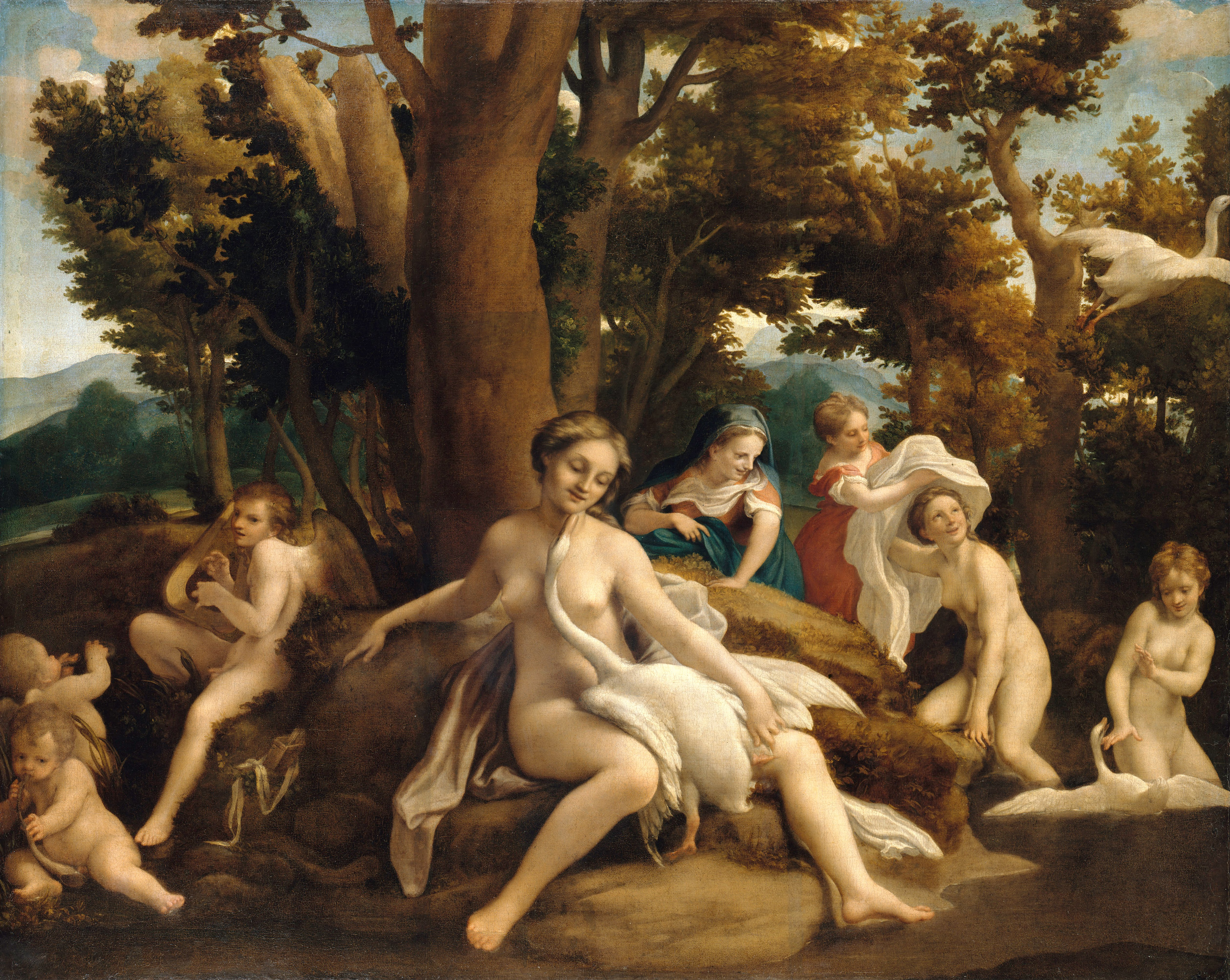
『レダと白鳥』1532年頃 絵画館所蔵
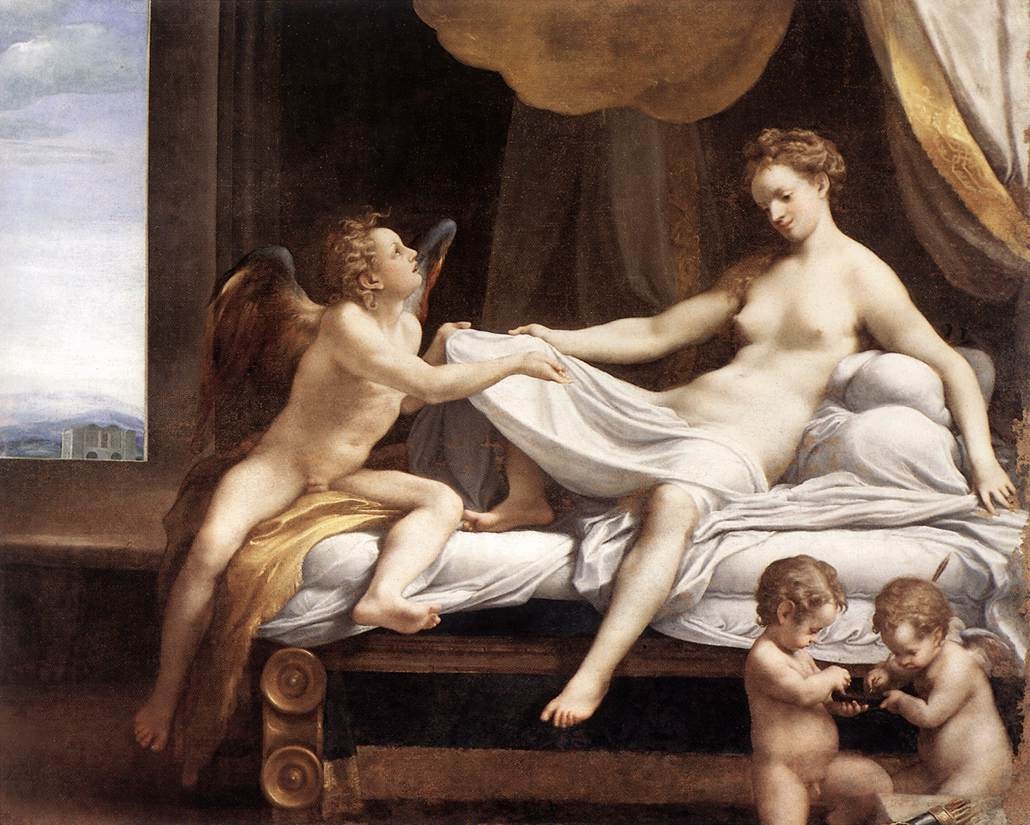
『ダナエ』1531年-1532年 ボルゲーゼ美術館所蔵
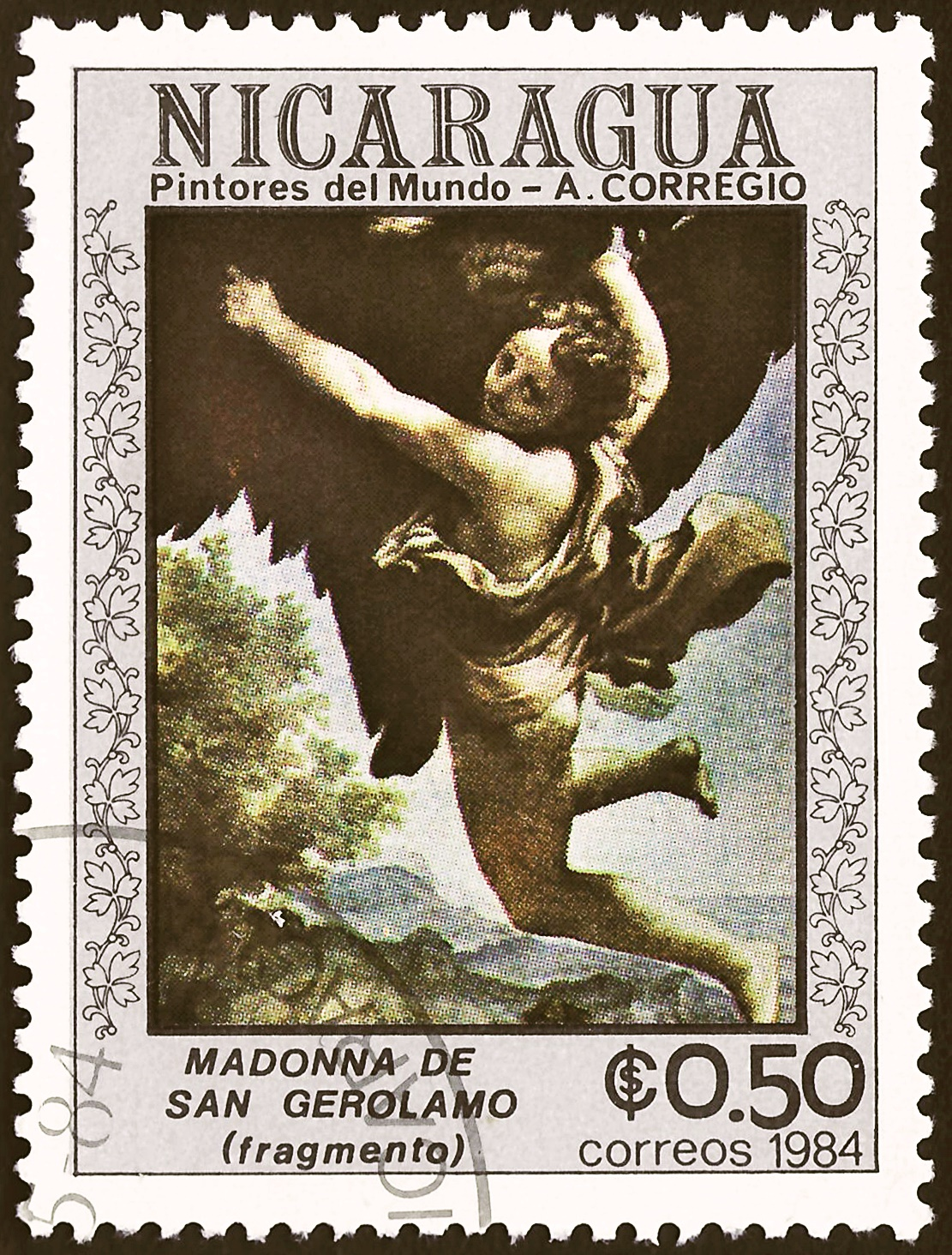
コレッジョ没後450年の1984年にニカラグアで発行された切手。コレッジョシリーズの1枚
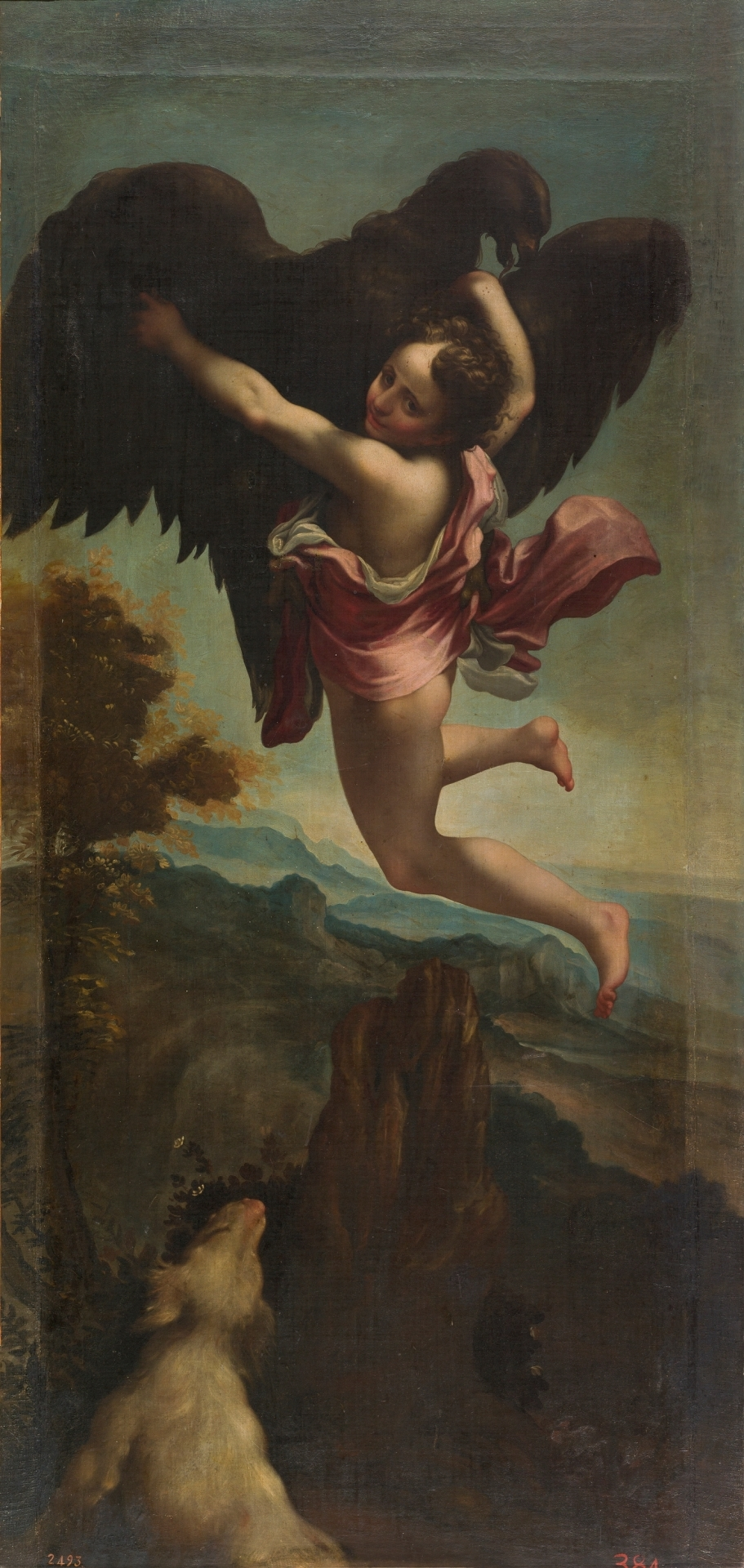
エウヘニオ・カシェス（スペイン語版）による複製。プラド美術館所蔵